# 완도 정도리 구계등
완도 정도리 구계등(莞島 正道里 九階燈)은 대한민국 전라남도 완도군 완도읍에 있는 파도에 밀려 표면에 나타난 자갈밭이 9개의 등을 이룬 것 같이 보이는 명승이다. 1972년 7월 24일 대한민국의 명승 제3호로 지정되었다.

## 개요
완도군 완도읍에서 조금 떨어진 구계등(九階燈)그 이름에 대한 유래는 자세히 알 수 없으나, 파도에 밀려 표면이 나타난 자갈밭이 아홉 계단을 이룬 것 같이 보인다하여 '구계등'이라 부르고 있다. 자갈밭은 양쪽으로 활모양의 해안선이 그대로 뻗어 감싸는 모양으로 아름다운 경치를 이루고 있다. 구계등은 파도에 깍이고 다듬어진 다섯 종류의 아름다운 갯돌로 이루어져 있으며, 자갈은 모두 둥근 모양을 하고 있다.

## 참고 자료
- 완도 정도리 구계등 - 국가유산청 국가유산포털